# Biserica Adormirea Maicii Domnului - Strâmbeanu din Pitaru
Biserica Adormirea Maicii Domnului - Strâmbeanu din Pitaru este un monument istoric aflat pe teritoriul satului Pitaru, comuna Potlogi. În Repertoriul Arheologic Național, monumentul apare cu codul 68486.03.01.

## Galerie

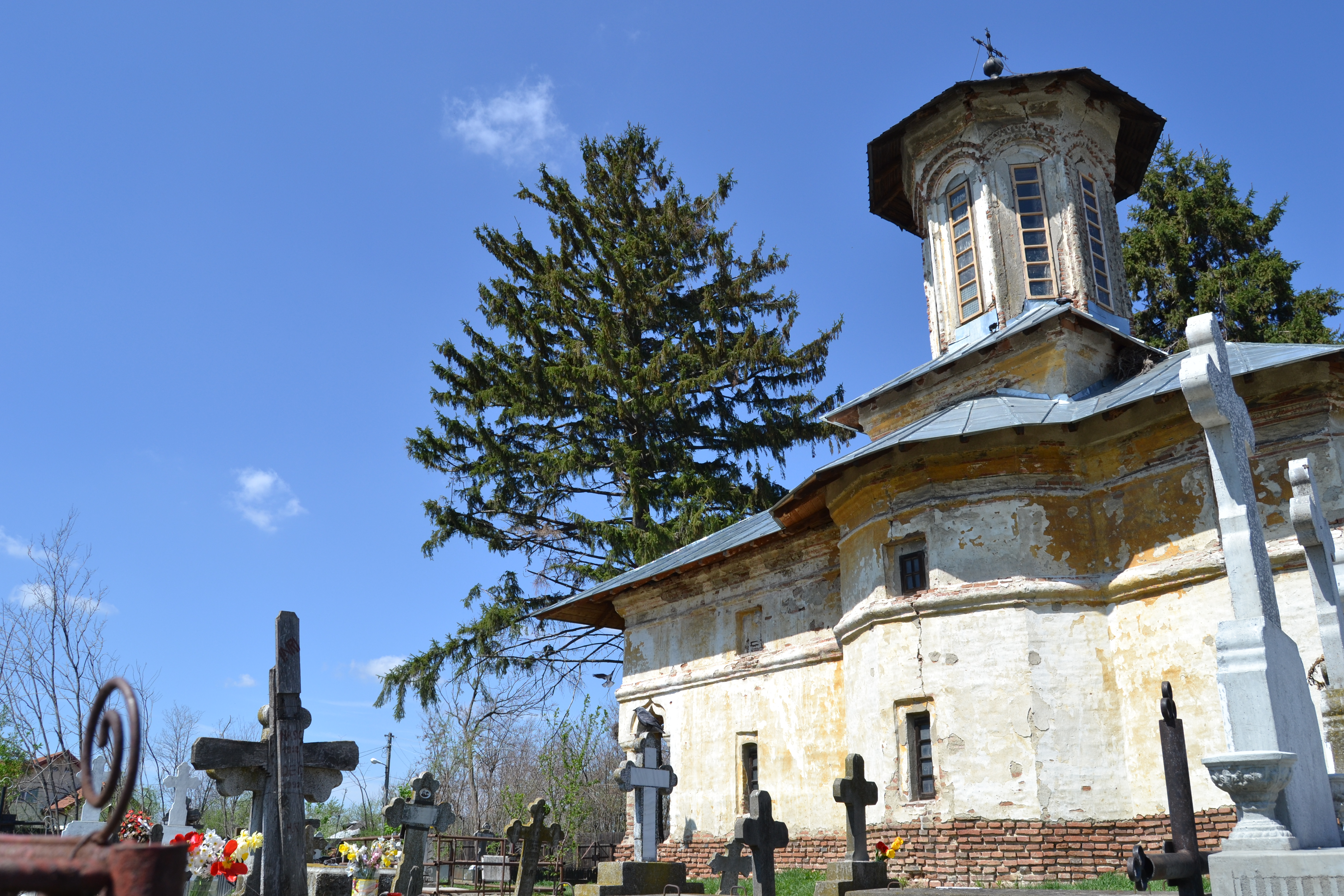
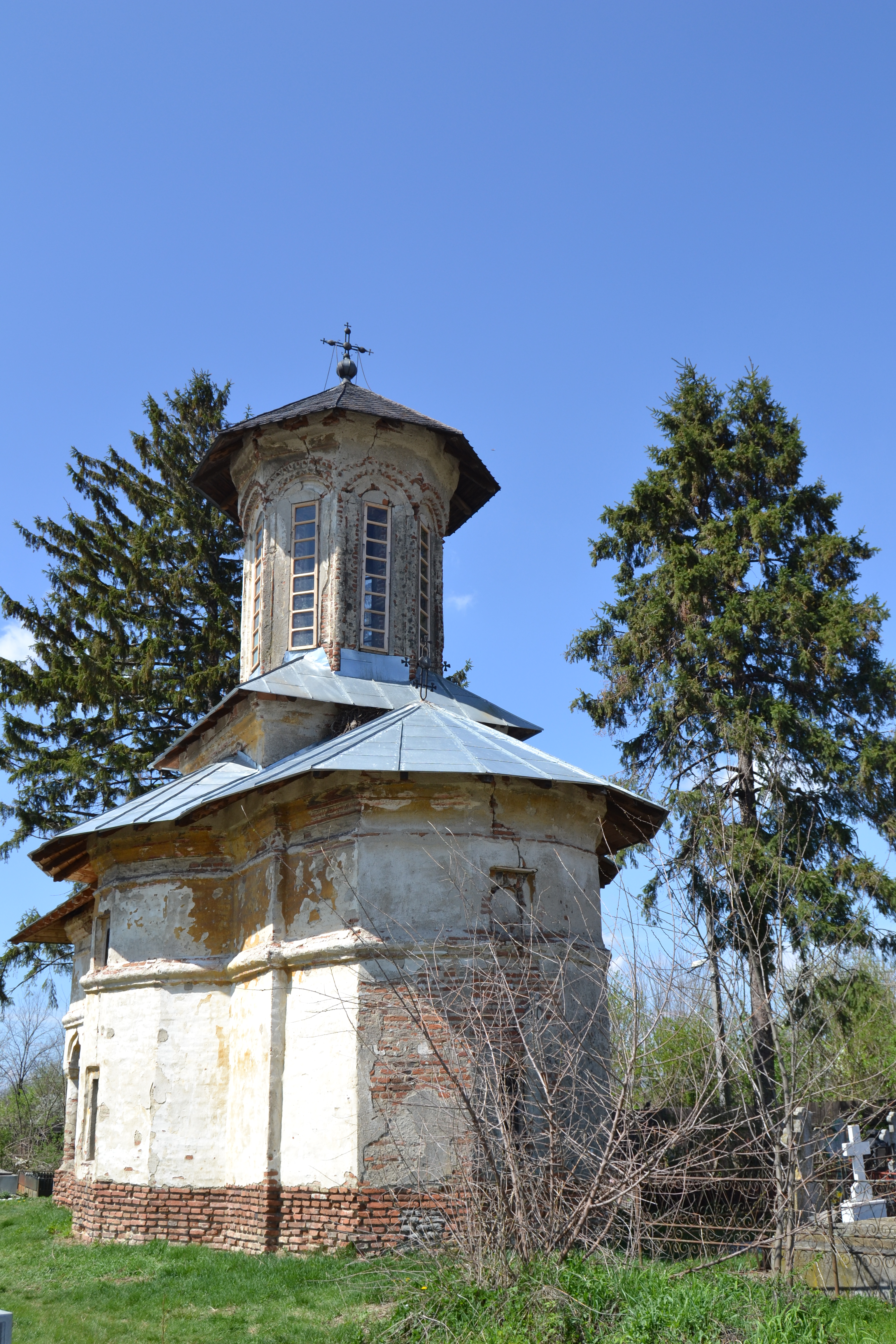
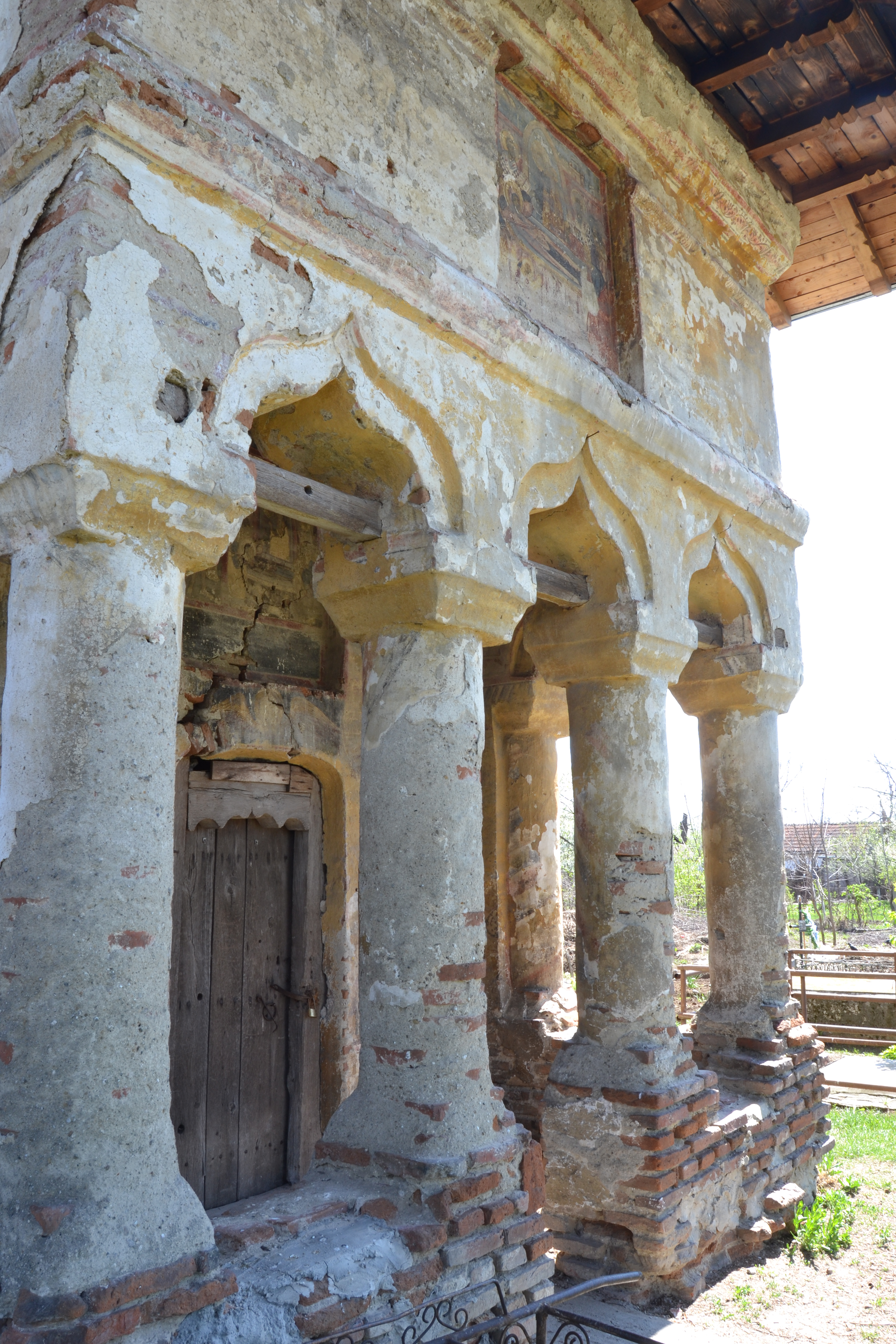
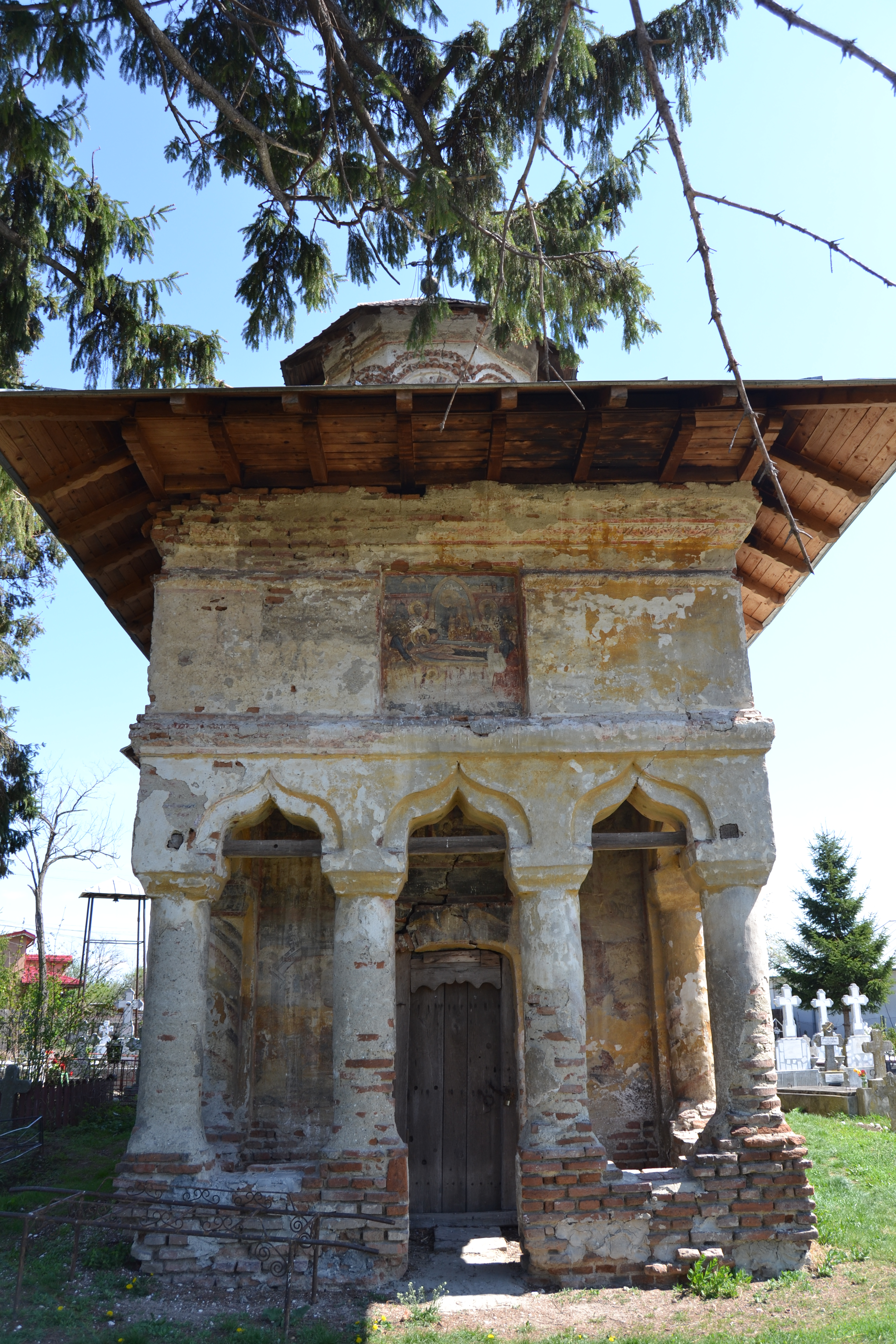
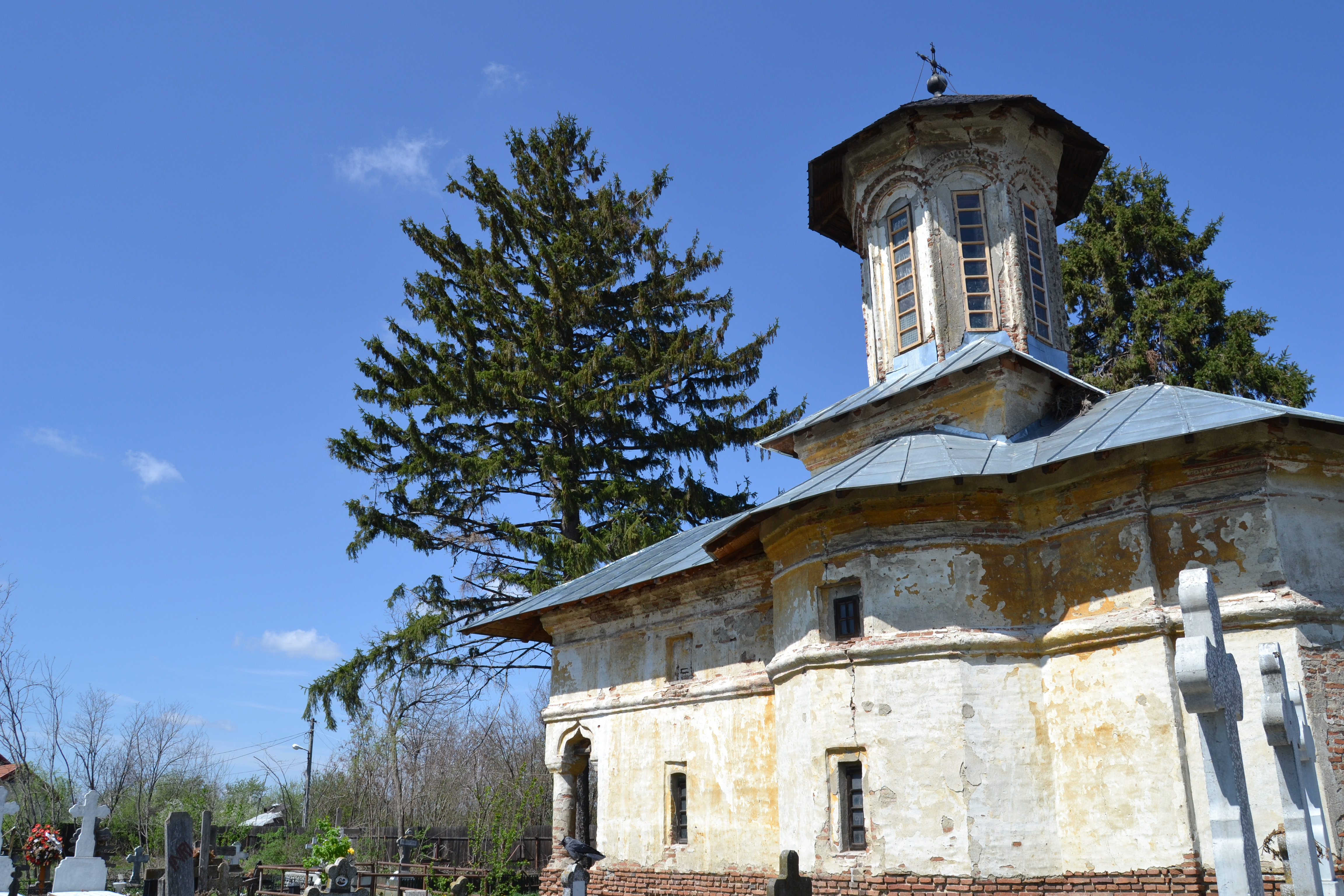
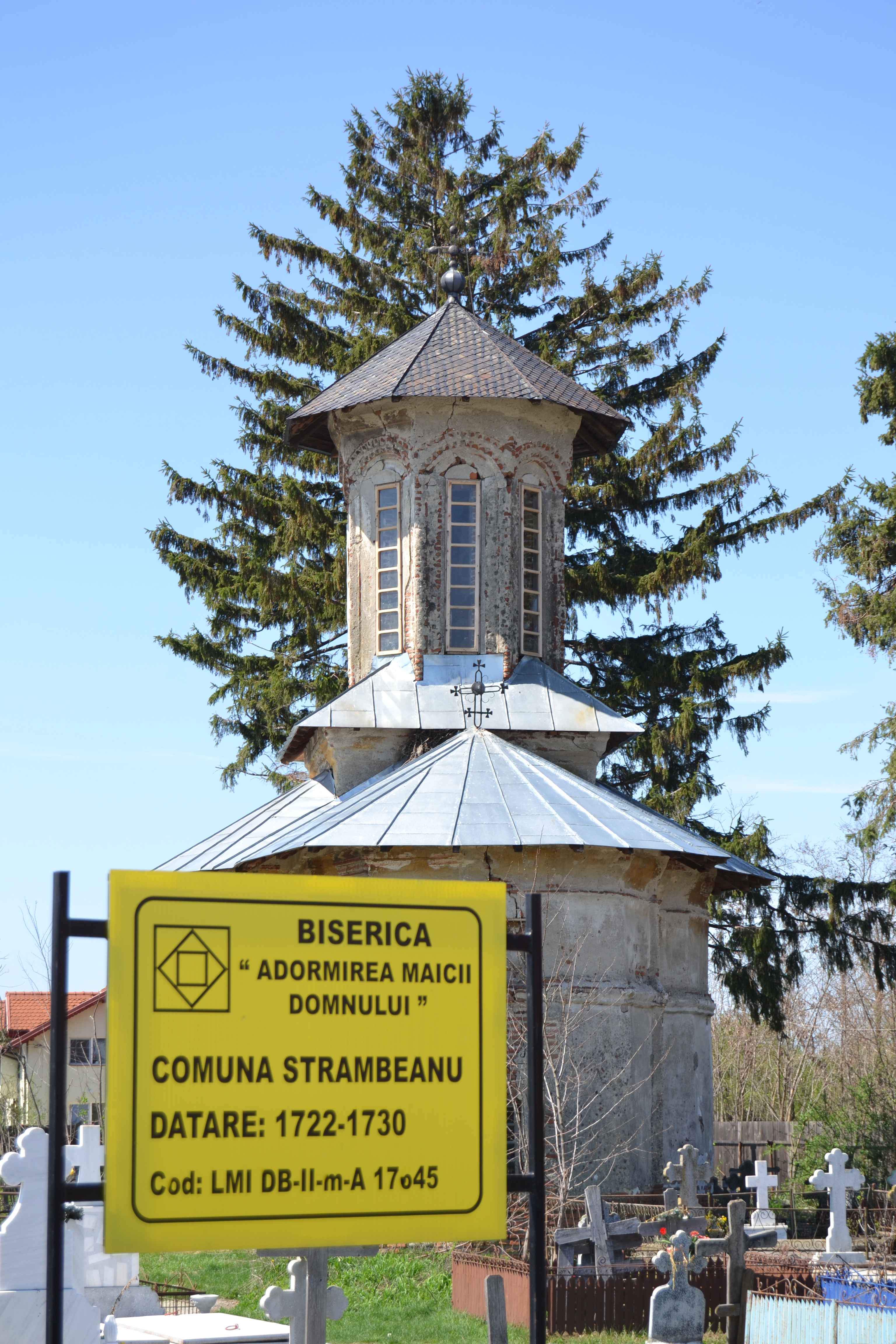
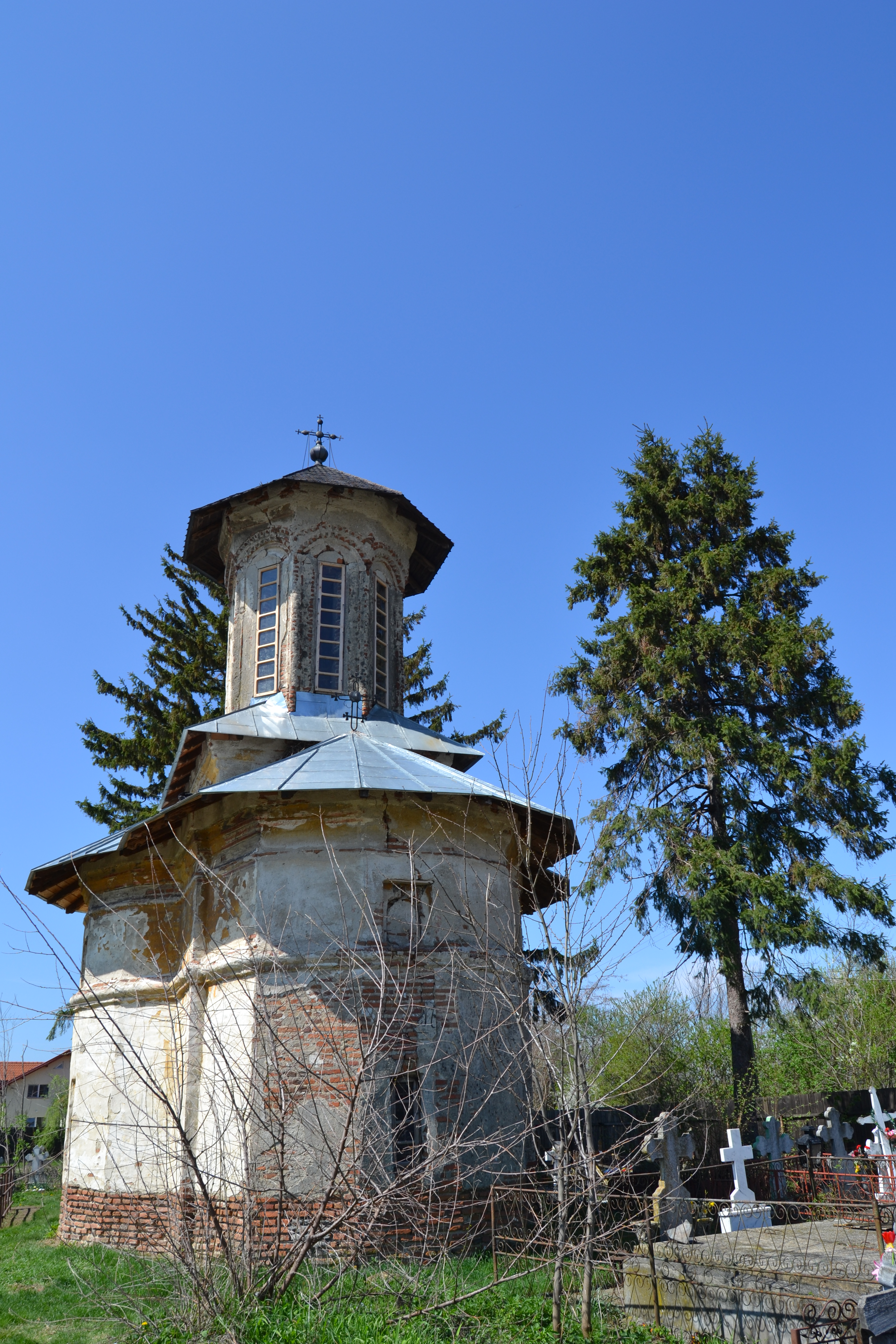
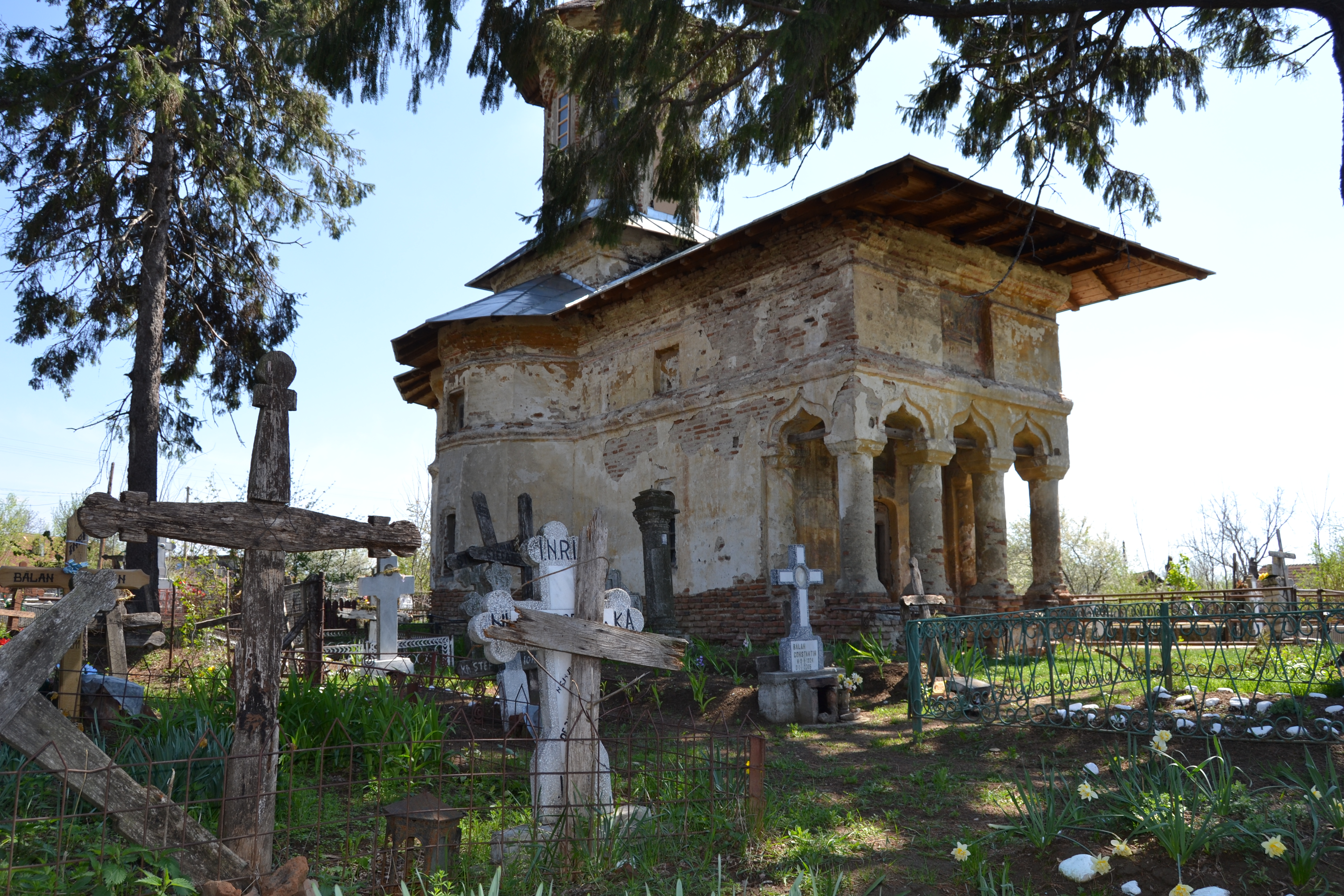
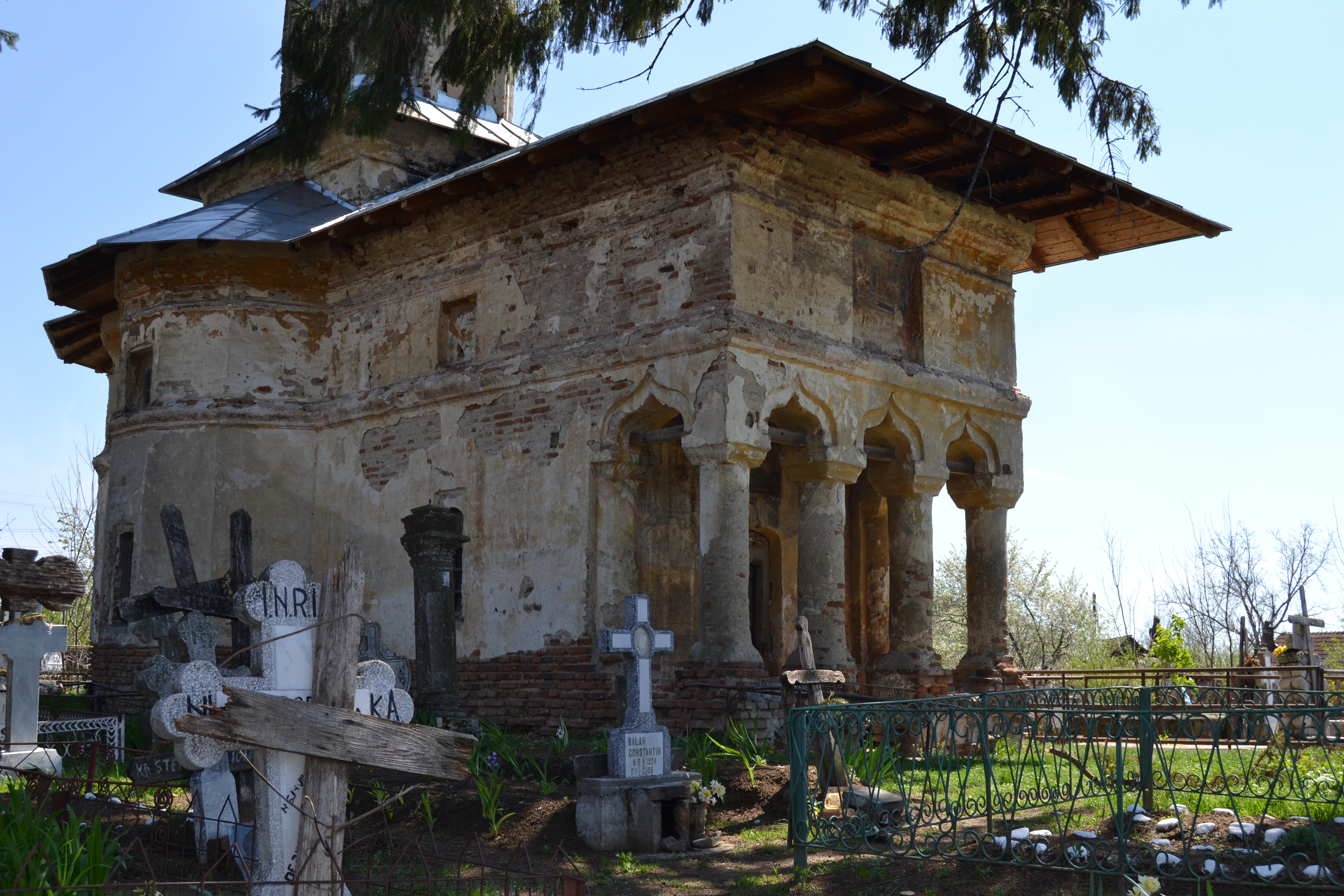